# Thapsia snelli
Thapsia snelli és una espècie de gastròpode eupulmonat terrestre de la família Helicarionidae. És un endemisme de l'illa de Rodrigues (Maurici).